# Futbol a l'Uruguai

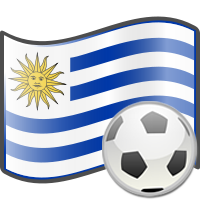

El futbol és l'esport més popular a l'Uruguai.

## Història

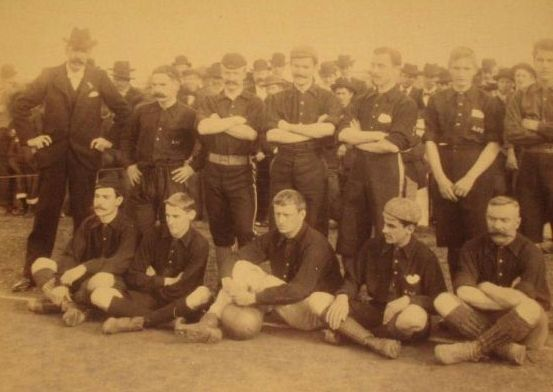
Albion el 1898.

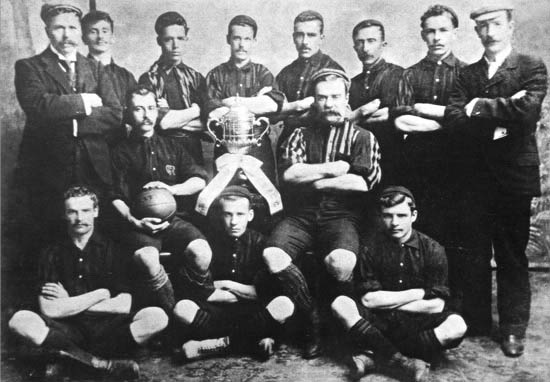
CURCC el 1900.

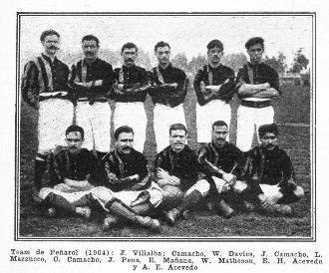
Peñarol el 1904.

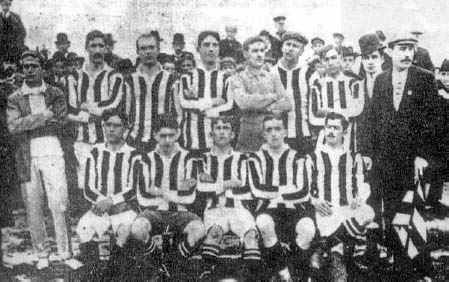
Wanderers Montevideo el 1909.

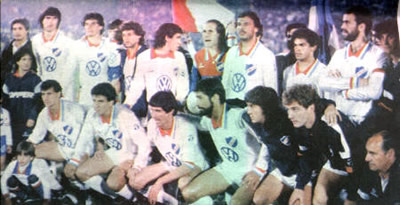
Nacional el 1988.

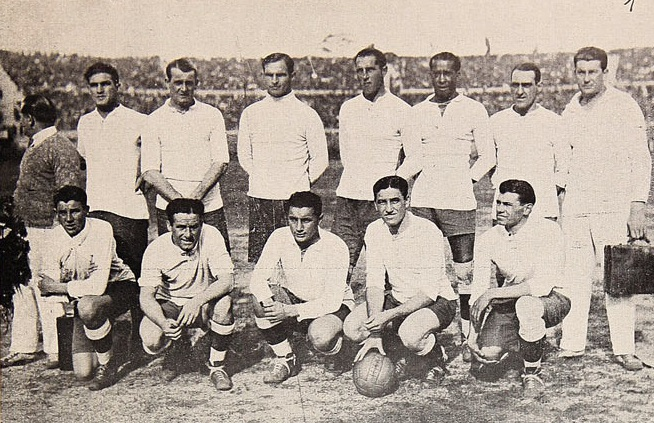
Selecció de l'Uruguai campió del món el 1930.

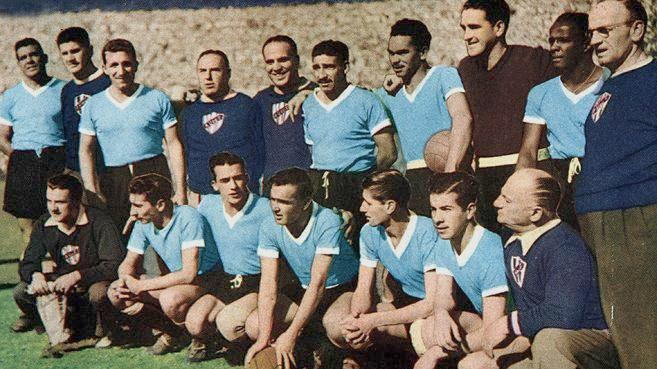
Equip de l'Uruguai campió del món el 1050.

El futbol a l'Uruguai aparegué a finals del segle xix, com a la gran majoria de llocs, de la mà de la colònia anglesa resident a Montevideo, la capital del país. Algunes referències el situen el 1880, a la English High School de la mà de Henry Castle Ayre, nascut a Bedminster el Març de 1852.
El primer partit es jugà el 1881 entre el Montevideo Rowing Club (fundat el 1874) i el Montevideo Cricket Club (1861), mentre que l'Albion FC –fundat a Montevideo el 1891 o el 1892 segons les fonts i que vestia de vermell i blau– fou el primer club del país. Posteriorment es fundaren clubs com el Central Uruguay Railway Cricket Club-CURCC (1891), el Deutscher FKM (1896, de la colònia alemanya), l'Uruguay Athletic Club (1898), el Club Nacional de Football (fundat el 1899 per l'associació dels clubs Uruguay Athletic de La Unión i el Montevideo Football Club i que fou el primer club format exclusivament per uruguaians) i el River Plate FC (1897, que vestia de blanc i blau). El Club Atlético Peñarol nasqué el 1913, com a continuador de l'antic CURCC (algunes hipòtesis afirmen que es tracta del mateix club).
El primer campionat uruguaià fou creat l'any 1900 organitzat per l'Uruguay Association Foot-ball League. Fins al 1999, el futbol uruguaià estava clarament dividit en dos: el futbol de Montevideo (que esdevingué professional el 1932) i el futbol de l'interior (de caràcter amateur o semi-professional). El futbol professional és dirigit per l'AUF (Asociación Uruguaya de Fútbol, Montevideo) i el futbol de l'interior per l'OFI (Organización del Fútbol del Interior) que té el seu propi campionat des de 1965.
A nivell mundial, el futbol uruguaià destacà durant les dues dècades anteriors a la Segona Guerra Mundial. La selecció uruguaiana de futbol guanyà les competicions dels Jocs Olímpics dels anys 1924 i 1928. Durant aquells anys en els quals no s'havia creat encara la Copa del Món, els jocs olímpics eren la competició més important del moment. La selecció de l'Uruguai demostrà ser la més potent del planeta, a excepció dels professionals britànics que no hi prengueren part. El primer campionat del món es disputà el 1930, organitzada per la mateixa Uruguai. La selecció nacional del país fou la vencedora, derrotant Argentina a la final. L'equip no participà en els dos següents campionats en protesta per les absències que s'havien produït el 1930, però en la seva següent participació, l'any 1950, tornaren a sortir vencedors, derrotant, aquest cop a la mateixa selecció organitzadora, el Brasil.
A partir d'aquell moment, la selecció passà a un segon terme dins del panorama mundial, però el seu lloc fou agafat pels seus dos clubs més importants, el Peñarol i el Nacional. Ambdós clubs es reparteixen, quasi en exclusiva, el campionat de lliga del país. A més el Peñarol guanyà la Copa Libertadores de América en cinc ocasions (1960, 1961, 1966, 1982 i 1987) i el Nacional en tres (1971, 1980 i 1988). Els dos clubs també s'han repartit la màxima competició mundial, la Copa Intercontinental de futbol, en sis ocasions. El Peñarol es proclamà campió el 1961, 1966 i 1982, mentre que el Nacional es proclamà millor equip del món el 1971, 1980 i 1988.

## Competicions
- Campionat uruguaià de futbol
- Campionat de la OFI (des de 1965) jugat pels departaments de l'interior.
- Copa Uruguay

## Principals clubs
- Club Atlético Peñarol (Montevideo)
- Club Nacional de Football (Montevideo)
- Montevideo Wanderers Fútbol Club (Montevideo)
- Defensor Sporting Club (Montevideo)
- Liverpool Fútbol Club (Montevideo)
- Club Atlético River Plate (Montevideo)
- Danubio Fútbol Club (Montevideo)
- Rampla Juniors Fútbol Club (Montevideo)
- Racing Club de Montevideo (Montevideo)
- Club Atlético Bella Vista (Montevideo)
- Central Español Football Club (Montevideo)
- Club Atlético Progreso (Montevideo)
- Club Sportivo Miramar Misiones (Montevideo)
- Club Atlético Cerro (Montevideo)
- Institución Atlética Sud América (Montevideo)
- Rocha Fútbol Club (Rocha)

## Jugadors destacats
Font:

Des de 1910
- Isabelino Gradín
- José Piendibene
- Cayetano Saporiti

Des de 1920
- Juan Peregrino Anselmo
- Pablo Dorado
- Andrés Mazzali
- Pedro Petrone
- Ángel Romano
- Héctor Scarone

Des de 1930
- José Leandro Andrade
- Héctor Castro
- José Pedro Cea
- Aníbal Ciocca
- Alvaro Gestido
- José Nasazzi

Des de 1940
- Schubert Gambetta
- Atilio García
- Roque Gastón Maspoli
- Aníbal Paz
- Raúl Pini
- Roberto Porta
- Obdulio Jacinto Varela
- Severino Varela

Des de 1950
- Javier Ambrois
- Alcides Edgardo Ghiggia
- Walter Gómez
- Matías González
- Juan Eduardo Hohberg
- William Martínez
- Óscar Míguez
- Víctor Rodríguez Andrade
- José Emilio Santamaría
- Juan Alberto Schiaffino

Des de 1960
- Julio César Abbadie
- Julio César Cortés
- Luis Alberto Cubilla
- Néstor Gonçalvez
- Roberto Matosas
- Ricardo Elbio Pavoni
- Pedro Virgilio Rocha
- José Francisco Sasía

Des de 1970
- Atilio Ancheta
- Ildo Enrique Maneiro
- Ladislas Mazurkiewicz
- Fernando Morena
- Waldemar Victorino

Des de 1980
- Carlos Alberto Aguilera
- Enzo Francescoli
- Hugo de León
- Rubén Paz
- Darío Pereyra
- Rodolfo Rodríguez
- Jorge 'Polilla' da Silva
- Rubén Sosa

Des de 1990
- Pablo Bengoechea
- Daniel Fonseca
- José Óscar Herrera
- Paolo Montero
- Álvaro Recoba

Des de 2000
- Diego Forlán
- Diego Lugano
- Walter Pandiani

Des de 2010
- Edinson Cavani
- Diego Godín
- Fernando Muslera
- Maxi Pereira
- Luís Suárez

## Principals estadis

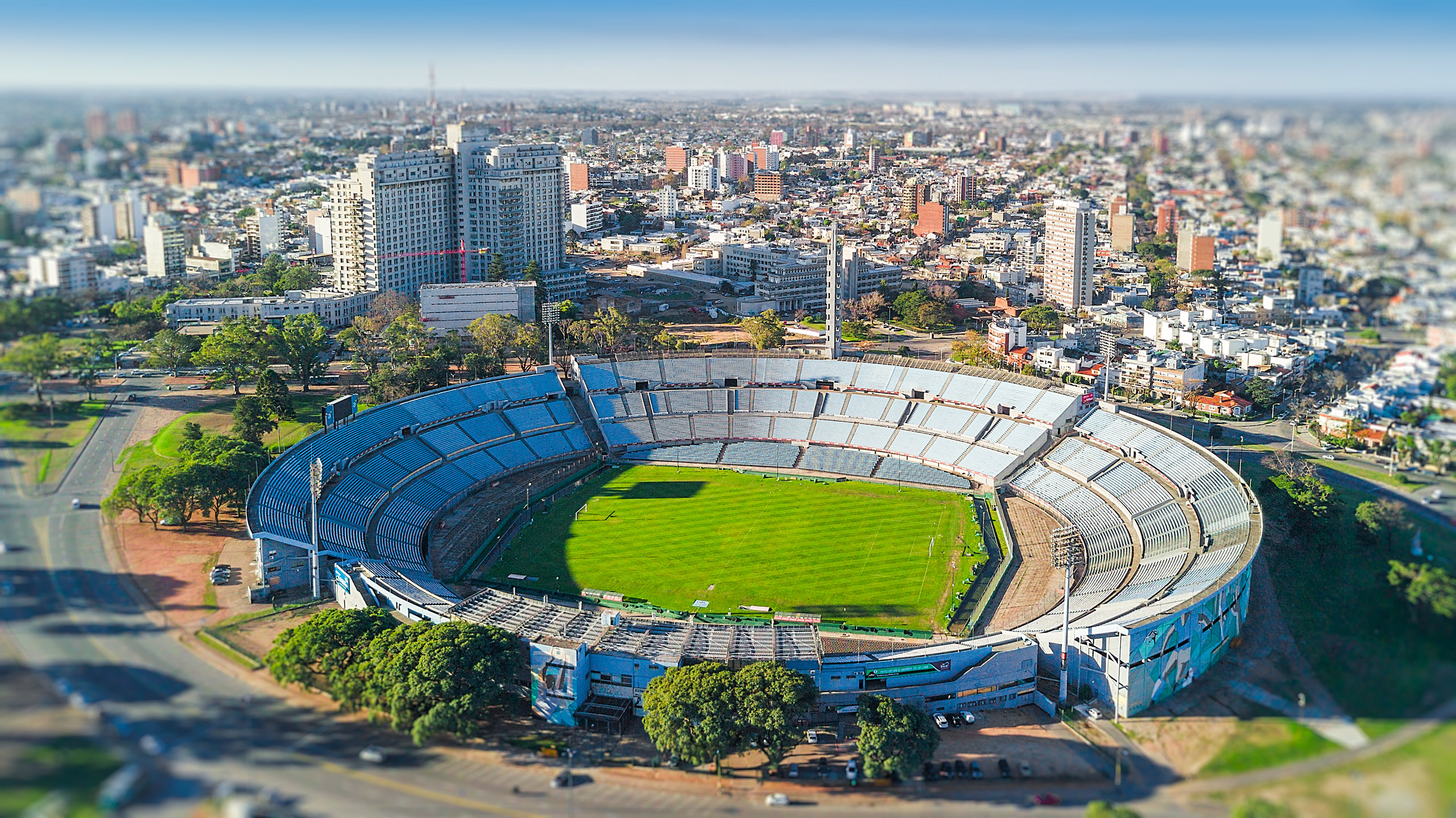
Estadi Centenario.

| # | Estadi                      | Capacitat | Ciutat     |
| - | --------------------------- | --------- | ---------- |
| 1 | Estadi Centenario           | 65.235    | Montevideo |
| 2 | Estadi Campeón del Siglo    | 40.005    | Montevideo |
| 3 | Estadi Gran Parque Central  | 34.000    | Montevideo |
| 4 | Estadi Atilio Paiva Olivera | 27.135    | Rivera     |
| 5 | Estadi Luis Tróccoli        | 25.000    | Montevideo |
| 6 | Estadi Parque Artigas       | 25.000    | Paysandú   |
| 7 | Estadi Domingo Burgueño     | 22.000    | Maldonado  |